# 書痙
書痙（しょけい、英：writer's cramp）とは、字を書こうとするとき、または字を書いている最中に、手がふるえ（振戦）、または痛み（疼痛）が発生し、字を書くことが困難となる書字障害である。職業性ジストニアのひとつと考えられている。

## 症状
字を書こうとするときに、手がふるえ、ミミズのような字になってしまったり、利き手をもう一方の手で支えなければ字が書けなくなってしまったりする。緊張により手（腕）に力が過剰に入るために、手や肩に凝りや痛みを伴うこともある。
緊張しやすい人に発症しやすいとされるが、特に速記者、代書人、文筆家、教師など、字を書くことを仕事にしている人に発症者が多く、職業病ともいわれる。
特に人前で書くときにふるえる場合、人と接している緊張、人に字が汚いと思われたくないという意識、また字を書くときにふるえる自分を見られたくないという強迫観念からますます症状が悪化するなど、他人を意識するあまりに緊張が過度に高まって出てくる対人恐怖の一種ともいわれる。また、あらゆることが原因となって緊張することで発症する神経症・心身症ともされる。
フランスのピティエ・サルペトリエール病院の医学博士の研究によると、書痙は長年同じ筋肉を繰り返し使う人によくみられるとし、発症して平均7年経過した患者30人の脳画像を健常者の脳画像と比較すると書痙患者は小脳、視床、感覚運動皮質で灰白質が少なく（運動や感覚をつかさどる部位の組織が少ない）という結果が示された。これが、書痙の原因であるとは明らかにされていないが、小脳に疾患の一因があることが示唆されている。
他の動作ではふるえず、字を書くときだけふるえる場合を「書痙」とされることもあれば、本態性振戦、甲状腺機能亢進症、アルコールの離脱症状（禁断症状）やカフェイン摂取など、字を書く以外の動作でもふるえる症状の中の一つとして字を書くときにふるえることを「書痙」と表現される場合がある。

## 治療
特に人前で書くときにふるえる場合は、一般的には神経内科などが担当科となる。薬物療法（抗不安剤など）や森田療法、認知行動療法、催眠療法、自律訓練法などがあるが、神経症の治療には半年以上の長い期間が必要で、どの療法があっているか自分で判断しながら受けることが必要があるとされる。ボツリヌス毒素療法およびMAB療法が有効であったとする2022年の報告がある。